# Tell Huwash
Tal Hawash (tiếng Ả Rập: تل هواش) là một ngôi làng Syria nằm ở phó huyện Qalaat al-Madiq thuộc huyện al-Suqaylabiyah, Hama. Theo Cục Thống kê Trung ương Syria (CBS), Tal Hawash có dân số 2498 trong cuộc điều tra dân số năm 2004. Ngôi làng chủ yếu là người Hồi giáo Sunni. Kể từ khi bắt đầu Nội chiến Syria, nó đã bị các lực lượng chế độ Syria bắn phá và tấn công nhiều lần. Kết quả là, một bộ phận lớn dân số của nó đã bị di dời. Từ nguyên của tên làng là hơi gây tranh cãi. Phần đầu tiên của tên, Tal, có khả năng bắt nguồn từ chữ Aramaic ܬܶܠܐ có nghĩa là ngọn đồi. Phần thứ hai của tên của nó, Hawash có thể là một tham chiếu đến nhân vật Kinh thánh Joshua ְהְהֹשֻׁעַ trong tiếng Do Thái hoặc trong tiếng Aramaic.